# 大調
大調是調性的一種。音階中包含七個音。特色是音階的第一音到第三音是個大三度音程。
大調的音階分為自然大音階、和聲大音階、旋律大音階。而大調的調號是基於自然大音階的升降來決定。

## 常用三种大调音階

### 自然大調音階 (Natural Major)
由自然音级所组成的大調音階，叫做“自然大調音階”，即教會調式中的伊奥尼安调式（Ionian）。
结构为：“全音、全音、半音、全音、全音、全音、半音”，任何能构成这种结构的音阶都一定是自然大調。自然大音階通常在調式的音樂中使用。
C大調自然大音階：C→D→E→F→G→A→B→C→B→A→G→F→E→D→C

### 和声大调音階 (Harmonic Major)
将自然大调的第六音降低半音，即构成和声大音階。结构为：“全音、全音、半音、全音、半音、增二度音、半音”，之所以作此改變，是為了發展大調調性音樂，使可以產生六到七級增二度的強進行。
C大調和聲小音階：C→D→E→F→G→A♭→B→C→B→A♭→G→F→E→D→C

### 旋律大调音階 (Melodic Major)
旋律大音階，又稱為曲調大音階。上行與自然大音階相同，下行則将和声大音階的第七音也降低半音，其结构为：“全音、全音、半音、全音、半音、全音、全音”。
C大調旋律大音階：C→D→E→F→G→A→B→C→B♭→A♭→G→F→E→D→C